# Ella Fitzgerald Sings the Irving Berlin Songbook
Ella Fitzgerald Sings the Irving Berlin Songbook è il quindicesimo album della cantante Ella Fitzgerald, pubblicato dalla Verve Records nel 1958.
L'album vede la cantante interpretare brani composti da Irving Berlin.

## Tracce
Disco 1

Lato A
1. Let's Face the Music and Dance – 2:57
2. You're Laughing at Me – 3:18
3. Let Yourself Go – 2:20
4. You Can Have Him – 3:47
5. Russian Lullaby – 1:55
6. Puttin' on the Ritz – 2:18
7. Get Thee Behind Me Satan – 3:49
8. Alexander's Ragtime Band – 2:43

Disco 1

Lato B
1. Top Hat, White Tie and Tails – 2:36
2. How About Me? – 3:17
3. Cheek to Cheek – 3:48
4. I Used to Be Color Blind – 2:34
5. Lazy – 2:40
6. How Deep Is the Ocean? – 3:11
7. All by Myself – 2:29
8. Remember – 3:26

Disco 2

Lato A
1. Supper Time – 3:19
2. How's Chances? – 2:48
3. Heat Wave – 2:25
4. Isn't This a Lovely Day? – 3:29
5. You Keep Coming Back Like a Song – 3:35
6. Reaching for the Moon – 2:18
7. Slumming on Park Avenue – 2:24

Disco 2

Lato B
1. The Song is Ended (but the Melody Lingers On) – 2:30
2. I'm Putting All My Eggs in One Basket – 3:01
3. Now it Can Be Told – 3:12
4. Always – 3:09
5. It's a Lovely Day Today – 2:28
6. Change Partners – 3:18
7. No Strings (I'm Fancy Free) – 3:03
8. I've Got My Love to Keep Me Warm – 3:00

Bonus track riedizione CD 2000 e successive riedizioni in vinile
1. Blue Skies – 3:43